# Equazione di Ramanujan-Nagell
In teoria dei numeri, l'equazione di Ramanujan-Nagell è la seguente equazione diofantea esponenziale:
{\displaystyle 2^{n}-7=x^{2}}
Si hanno soluzioni per questa equazione solo per
n = 3, 4, 5, 7 e 15 .
che corrispondono a valori della x pari a 1, 3, 5, 11 e 181. Ciò fu congetturato da Srinivasa Ramanujan e dimostrato da Trygve Nagell.

## Generalizzazioni
L'equazione
{\displaystyle 2^{n}=x^{2}+7y^{2}}
ammette una soluzione unica per x e y interi positivi dispari ed n ≥ 3. Questa equazione fu presa in considerazione da Eulero, che non la pubblicò.
Bugeaud, Mignotte e Siksek hanno risolto completamente l'equazione:
{\displaystyle x^{2}+7=y^{n}}
Herrmann, Luca e Walsh hanno risolto:
{\displaystyle x^{2}+7y^{4}=2^{n_{1}}7^{n_{2}}11^{n_{3}}}
Altri autori, tra cui Beukers, hanno studiato l'equazione:
{\displaystyle x^{2}-D=2^{n}}
con {\displaystyle D} intero. Apéry dimostrò che, se {\displaystyle D<0} e {\displaystyle D\neq -7}, vi sono al più due soluzioni. Browkin e Schinzel congetturarono che il numero di soluzioni è pari a due se solo se {\displaystyle D=-23} oppure {\displaystyle D=1-2^{k}} per qualche {\displaystyle k\geq 3}. Schinzel dimostrò che, se {\displaystyle D} non è della forma {\displaystyle 1-2^{k}}, l'equazione ha al massimo una sola soluzione con {\displaystyle n>80}. La congettura completa di Browkin e Schinzel fu dimostrata da Beukers.
Beukers ha anche considerato l'ulteriore generalizzazione
{\displaystyle x^{2}-D=p^{n}}
con {\displaystyle D>0} e {\displaystyle p} primo dispari non divisore di {\displaystyle D}, dimostrando che vi sono al più 4 soluzioni in interi positivi {\displaystyle x} ed {\displaystyle n}.